# Agnès de Sitges
Agnès de Sitges (Sitges, segle xiii - Sitges, 1308) va ser una noble del segle xiv.
Els seus pares eren Guillem de Sitges o de Viladecols i Sibil·la, i tenia una germana menor que es deia Blanca. El 1274 es va casar amb Berenguer de Fonollar. El 1275 va heretar el Castell de Sitges i el de Campdàsens. Formava part d'una família poderosa, que amb el nom de Sitges va tenir els castells des del 1116. Ella en fou l'última castlana.
El 1306 va vendre els castells de Sitges i de Campdàsens a Bernat de Fonollar, una de les figures més importants del moment, que va ser l'home de confiança de Jaume II d'Aragó entre 1302 i 1323. En la venda hi podrien haver tingut un paper destacat el fet que Bernat, qui va comprar els castells, possiblement era cosí del seu marit Berenguer.
La història del Castell de Sitges va vinculadíssima a la de la família Sitges durant els primers anys del segon mil·lenni, i és que la mateixa família, que es va donar el nom de Sitges, el va tenir durant dos segles. El 1041 el castell de Sitges era del bisbe de Barcelona Guislabert. Va passar a mans de Mir Geribert, Guillem Arnau (1116) i Bernat de Centelles, senyor de Sitges (1240). El fill d'aquest últim, que es deia també Bernat de Centelles, va protagonitzar plets amb Berenguer de Fonollar per la possessió dels castells de Sitges i de Campdàsens. Després que Agnès de Sitges cedís els seus drets a Bernat de Fonollar el 1306, en morir aquest sense descendència el 1326, el castell passà a mans de la Pia Almoina de Barcelona del 1353 fins al 1814.
Hi ha una escola que porta el nom d'Agnès de Sitges. Després d'estar diversos anys en barracons des que es va obrir el 2005, el 2017 se'n presentar el projecte de construcció de l'edifici al barri de Quint Mar en una parcel·la de 7.000 metres quadrats i una capacitat per 225 alumnes. Les obres de construcció estava previst que comencessin l'1 d'abril de 2019.